# Union Street
Union Street es el duodécimo álbum de estudio del dueto inglés de synthpop Erasure, así como su primer recopilatorio en versiones acústicas de canciones. Anunciado en su sitio web en noviembre de 2005, fue publicado por Mute Records el 3 de abril de 2006 en el Reino Unido y el 18 del mismo mes en los Estados Unidos.
Contiene canciones previas de Erasure reinterpretadas en versiones acústicas, o estilo country. Fue grabado durante el otoño de 2003 en Brooklyn con la participación de músicos de country. La colección no contiene sonido sintético alguno, sello característico del dúo, sino solo instrumentos tradicionales de cuerdas como guitarra, violín, bajo, flauta, banjo y mandolina.
Union Street resultó del encuentro casual entre Vince Clarke y el guitarrista Steve Walsh en ocasión de realizar sesiones acústicas en radio, como promoción para Estados Unidos del álbum Other People's Songs durante 2003, llamadas The Sirius Sessions.
Fue precedido por un EP de cuatro pistas, Boy, el 20 de marzo en el Reino Unido y el 4 de abril en los Estados Unidos, el cual no fue elegible en listas del Reino Unido y se lanzó al mercado norteamericano solo como descarga digital. El álbum careció prácticamente de promoción y fue todo un fracaso en listas de álbumes pues ni siquiera consiguió entrar en el top 100 británico (quedó 102).
De la misma forma que sucedió con la gira The Erasure Show de 2005, la banda se asoció con la compañía de distribución de música Live Here Now para grabar y poner en venta ediciones limitadas en CD y MP3 de los conciertos que sirvieron de promoción al álbum Union Street.
Aunque es oficialmente el duodécimo álbum del dueto, en rigor es solo una compilación, la tercera o cuarta dependiendo la consideración, al presentar temas ya publicados previamente.

## Listado de canciones
El álbum apareció solo en formato estándar de disco compacto, así como a través de Internet.

| Union Street |                                                          |          |  |
| N.º          | Título                                                   | Duración |  |
| 1.           | «Boy» (del álbum Cowboy)                                 | 3:49     |  |
| 2.           | «Piano Song» (del álbum Wild!)                           | 3:17     |  |
| 3.           | «Stay with Me» (del álbum Erasure)                       | 4:53     |  |
| 4.           | «Spiralling» (del álbum The Circus)                      | 2:26     |  |
| 5.           | «Home» (del álbum Chorus)                                | 4:12     |  |
| 6.           | «Tenderest Moments» (lado B del sencillo Run to the Sun) | 5:13     |  |
| 7.           | «Alien» (del álbum Loveboat)                             | 3:42     |  |
| 8.           | «Blues Away» (del álbum I Say I Say I Say)               | 3:59     |  |
| 9.           | «How Many Times» (del álbum Wild!)                       | 3:30     |  |
| 10.          | «Love Affair» (del álbum Cowboy)                         | 3:55     |  |
| 11.          | «Rock Me Gently» (del álbum Erasure)                     | 4:29     |  |

| Pista adicional en Internet solo para Norteamérica |                              |          |  |
| N.º                                                | Título                       | Duración |  |
| 12.                                                | «Boy» (Peter Anderson Remix) | 3:51     |  |

## Créditos
Todos los temas fueron escritos por Clarke/Bell.
Publicado por: Musical Moments (Europe) Ltd./Minotaur Music Ltd./Sony Music Publishing (UK) Ltd.
- Productores: Steve Walsh y Vince Clarke.
- Mezclado por: Jason Lehning.
- Grabado y mezclado en: Union Street Recording, Brooklyn, NY.
- Masterizado por: Greg Calbi en Sterling Sound, NY, NY.
- Coordinador de producción: Jill Walsh.
- Producción vocal adicional: Jill Walsh.
- Ingenieros: Juan Garcia, Nick Cipriano y Zach Dycus.
- Servicios Técnicos: Joe Salvatto.
- Arte: Lucy McKenzie.

### Informe detallado
Boy
- Guitarra: Steve Walsh.
- Guitarra steel horizontal: Gordon Titcomb.
- Bajo acústico: Richard Hammond.
- Percusión: Ben Wittman

Piano Song
- Guitarra: Steve Walsh.
- Dobro: Gordon Titcomb.
- Bajo acústico: Richard Hammond.
- Percusión: Ben Wittman.

Stay With Me
- Guitarras: Ben Butler.
- Flauta: David Weiss.
- Bajo acústico: Joey Seifers.
- Percusión: Ben Wittman.

Spiralling
- Guitarra: Ben Butler.

Home
- Guitarra: Steve Walsh.
- Guitarra steel horizontal: Gordon Titcomb.
- Bajo acústico: Joey Seifers.
- Percusión: Ben Wittman.

Tenderest Moments
- Guitarra española: Vince Clarke.
- Guitarra acústica sajona / guitarra slide: Steve Walsh.

Alien
- Guitarra acústica: Steve Walsh.
- Mandolina: Gordon Titcomb.
- Flauta: David Weiss.
- Percusión: Kenny Wollesen.

Blues Away
- Guitarra: Steve Walsh.
- Dobro: Gordon Titcomb.
- Bajo acústico: Richard Hammond.

How Many Times
- Guitarra: Steve Walsh.

Love Affair
- Guitarra: Steve Walsh.
- Arreglo de cuerdas: Antoine Silverman.
- Violín: Antoine Silverman.
- Violín: Chris Cardona.
- Viola: David Creswell.
- Violonchelo: Anja Wood.

Rock Me Gently
- Guitarras: Steve Walsh.
- Arreglos vocales: Jill Walsh.
- Coros: Jill Walsh.

- Voz: Andy Bell (en todas las canciones).